# Psilotrichum trichophyllum
Psilotrichum trichophyllum är en amarantväxtart som beskrevs av John Gilbert Baker. Psilotrichum trichophyllum ingår i släktet Psilotrichum och familjen amarantväxter. Inga underarter finns listade i Catalogue of Life.